# Европейская премия Лациса
Европейская премия Лациса (нем. Europäischer Latsis-Preis) присуждается ежегодно Европейским научным фондом «за выдающийся новаторский вклад в избранной области европейских исследований». Награда составляет 100 000 швейцарских франков и присуждается ежегодно в различных отраслях. Премия была основана в 1999 году фондом Latsis Foundation греческого предпринимателя и судовладельца Янниса Лациса.

## Лауреаты
| Год  | Имя                     | Отрасль                                                     | Страна                   |
| 1998 | Pierre A. Stadelmann    | Электронная микроскопия                                     | Швейцария                |
| 1999 | Юрген Баумерт           | Исследования и/или инновации в образовании                  | Германия                 |
| 2000 | Кеннет Холмс            | Молекулярная структура                                      | Германия/ Великобритания |
| 2001 | Андре Бергер            | Исследования климата                                        | Бельгия                  |
| 2002 | Annette Karmiloff-Smith | Когнитивные науки                                           | Великобритания           |
| 2003 | Колин Ренфрю            | Археология                                                  | Великобритания           |
| 2004 | Амос Байрох             | Биоинформатика                                              | Швейцария                |
| 2005 | Донал Брэдли            | Нанотехнологии                                              | Великобритания           |
| 2006 | Райнер Баубёк           | Иммиграции и социальные сплоченности в современном обществе | Австрия                  |
| 2007 | Вилли Календер          | Медицинская визуализация                                    | Германия                 |
| 2008 | Саймон Уайт             | Астрофизика                                                 | Германия/ Великобритания |
| 2009 | Ута Фрит Крис Фрит      | Человеческий мозг - человеческий разума                     | Великобритания           |
| 2010 | Илкка Хански            | Биоразнообразия                                             | Финляндия                |
| 2011 | Джеймс Ваупель          | Демография                                                  | Германия                 |
| 2012 | Uffe Haagerup           | Математика                                                  | Дания                    |